# Nanoah Struik
Nanoah Struik (Emmen, 8 januari 2000) is een Nederlands podcastmaker, schrijver, spreker en queer activist.
In 2019 was Struik de tweede Nederlander, na Leonne Zeegers, die als volwassen persoon een X als gendermarkering in hun paspoort kreeg. Dat was de eerste uitgave van zo'n paspoort aan een persoon zonder interseksevariatie. In november 2023 bracht Struik bij Omroep ZWART de podcast In Afrika Besta Ik Niet uit. Hierin probeert Struik diens Nigeriaanse roots en queeridentiteit met elkaar te verenigen. Sinds 2024 is Struik vast te horen als presentator van de BNNVARA-podcast Alledaagse Vragen, waarin Struik samen met Rosa Wierda dagelijks vragen van luisteraars beantwoordt.